# Борисоглебский государственный педагогический институт
Борисоглебский государственный педагогический институт — высшее учебное заведение в Борисоглебске, существовавшее в 1952—2014 годах. В 2014 году присоединён к Воронежскому государственному университету (ВГУ).

## История
Борисоглебский государственный педагогический институт образован в соответствии с постановлением Совета Министров СССР от 11 августа 1952 г. № 3692 и приказом Министерства просвещения РСФСР от 2 сентября 1952 г. № 655 путем реорганизации Борисоглебского учительского института.
В 2002 году институт переименован в государственное образовательное учреждение высшего профессионального образования «Борисоглебский государственный педагогический институт».
С 17 июля 2014 года Борисоглебский государственный педагогический институт вошел в состав Воронежского государственного университета как обособленное структурное подразделение – Борисоглебский филиал ФГБОУ ВО «Воронежский государственный университет» (сокращенное наименование БФ ФГБОУ ВО «ВГУ»).